# Веселовська Марія Василівна
Марія Веселовська (01 січня 1877, Москва — 01 січня 1937, там же) — літературний критик, перекладач.
Дружина критика і поета Юрія Веселовського. Невістка історика літератури О.М. Веселовського.

## Біографія
Народилась в Москві. Після гімназії вчилася на  Московських педагогічних курсах. Вперше стала відома громадськості в 1901 році, коли постала перед читачем своїм перекладом збірки оповідань Жоржа Роденбаха — "Прялка туманов". 
Її переклади охоче друкувались такими виданнями, як:
"Русские ведомости", "Вестник Европы", "Путь", "Донская речь", "Русская мысль", "Северное сияние" та ін.

## Твори
Вона подовгу жила в Бельгії. Там написала низку досліджень і статей про бельгійських письменників і бельгійську літературу:
- "Жорж Экоут",
- "Исторические романы Бельгии",
- "Материнство в бельгийской литературе",
- "Женская поэзия в Бельгии",
- "Жорж Роденбах",
- "Иван Жилькен",
- "Король Альберт и бельгийские писатели" та інші.

Щоб краще ознайомити поціновувачів з працями європейських літераторів, під її редакцією було видано багато творів таких авторів, як-от:
Эміль Маріот Жорж Роденбах, Жорж Экоут, Поль Андре, Жюль Дестре.